# Mitch Green
Mitch Green (Augusta, 13 gennaio 1957) è un pugile ed ex gangster statunitense.
È conosciuto soprattutto per una rissa con Mike Tyson svoltasi ad Harlem nel 1988.

## Carriera amatoriale
Come amatore Green totalizzò 64 vittorie (con 51 knock-out) e 7 sconfitte.
Vinse quattro volte il New York Golden Gloves (1976, 1977, 1979 e 1980). Nel 1976 vinse il Sub-Novice Heavyweight Championship e nel 1977, 1979 e 1980 l'Heavyweight Open Championships. Nel 1977 e nel 1979 si aggiudicò anche gli Intercity Golden Gloves. Non partecipò alle Olimpiadi di Mosca del 1980 a causa del boicottaggio degli Stati Uniti.
Green si allenava nella palestra United Block Association Gym di New York City.

## Carriera professionistica
Green rimase imbattuto nei suoi primi sedici incontri, che comprendono anche una vittoria contro Floyd Cummings e un pareggio contro Robert Evans. La sua prima sconfitta è datata 10 agosto 1985, quando perse ai punti contro Trevor Berbick, in un incontro valevole per il titolo della United States Boxing Association.
Nel 1985, ebbe l'opportunità di combattere per il titolo NABF contro James Board, ma rifiutò perché non trovò l'accordo economico per disputare il combattimento.
L'incontro più celebre disputato da Green si svolse nel 1986 contro Mike Tyson. Il match era stato preceduto dalle lamentele di Green relative al fatto che per quel combattimento il suo rivale avrebbe incassato 200.000 dollari contro i suoi soli 30.000. La sfida fu equilibrata e vinta ai punti sulla distanza delle dieci riprese da Tyson.
In seguito Green si rifiutò di boxare per diversi anni ed ebbe anche alcuni problemi con la legge. Di tanto in tanto tornava però sul ring con fortune alterne: nel 1996 il combattimento contro Shannon Briggs venne annullato poiché Green aveva minacciato il proprio manager con una pistola, mentre nel 1998 una vittoria contro Mike Dixon venne dichiarata no contest in quanto Green risultò positivo alla marijuana nel test antidoping.
Sul finire della carriera vinse due titoli: il World Boxing Empire dei supermassimi contro Danny Wofford il 9 marzo 2002, e lo Universal Boxing Organization Heavyweight Championship il 24 giugno 2005. Non disputò mai incontri per difendere questi titoli. Il 2 agosto 2005 salì sul ring per l'ultima volta, sconfiggendo Billy Mitchem con un k.o. alla quarta ripresa.

## La rissa con Tyson
Green è celebre soprattutto per la scazzottata con Tyson del 23 agosto 1988. Tyson si trovava con un amico in un negozio di abbigliamento di Harlem e quando Green venne a conoscenza della cosa si recò sul posto nella speranza di convincere il rivale a concedergli una rivincita sul ring. L'incontro fra i due degenerò però in una rissa e Tyson si fratturò una mano colpendo al volto Green, che in seguito denunciò Tyson per le ferite riportate. Il tribunale impose a quest'ultimo di pagare i danni per 45.000 dollari, ma di fatto la somma non coprì le spese legali sostenute da Green.